# Miopithecus talapoin
Miopithecus talapoin är en däggdjursart som först beskrevs av Johann Christian Daniel von Schreber 1774.  Miopithecus talapoin ingår i släktet dvärgmarkattor och familjen markattartade apor. Inga underarter finns listade.

## Utseende
Individerna når en kroppslängd (huvud och bål) av 32 till 45 cm och en svanslängd av 36 till 53 cm. Vikten varierar mellan 0,8 och 1,9 kg. Pälsen på ovansidan har en grågrön till gröngul färg och buken är gråvit. Svansen är mörkare med en svartgul till svartbrun ovansida och en gulgrå undersida. I motsats till den andra arten i samma släkte har ansiktets hud en svart färg.

## Utbredning och habitat
Denna dvärgmarkatta förekommer söder om Kongofloden i västra Kongo-Kinshasa och norra Angola. Habitatet utgörs av städsegröna skogar längs floder. Arten vistas även i människans trädgårdar och odlingsområden.

## Ekologi
Miopithecus talapoin äter främst frukter som kompletteras med frön, unga blad och några ryggradslösa djur. Den har kindpåsar för att bära födan en sträcka.
Några dominanta hanar, många honor och deras ungar bildar stora flockar som vanligen har 70 till 100 medlemmar. För kommunikationen har de bland annat olika läten och ansiktsuttryck. Vid födosöket delar sig flocken i mindre grupper. Individerna är aktiva på dagen men de vilar under dagens hetaste timmar. Vid dessa tillfällen vilar honor och ungar i mitten medan hanarna håller vakt vid kanten. Under natten vilar hanar och honor däremot skilda från varandra.
När honor är parningsberedda blir regionen kring deras könsorgan och anus tjockare. Parningen sker mellan maj och september och efter 158 till 166 dagar dräktighet föds vanligen en unge. Ungen diar sin mor cirka sex veckor och efter tre månader är den självständig. Ungefär 4,5 år efter födelsen blir honor könsmogna. För hanar infaller könsmognaden ett till två år senare. Med människans vår kan Miopithecus talapoin leva 28 år.
Artens naturliga fiender utgörs av rovdjur som kan klättra i träd, av Nilvaranen (Varanus niloticus) och av större ormar.

## Hot
Flera individer jagas som viltkött. Ett annat hot är skogsröjningar. IUCN kategoriserar arten globalt som sårbar.